# Prisăcăreni, Adâncata
Prisăcăreni (în ucraineană Просокиряни, transliterat: Prosokîreanî, în rusă Проскиряны, transliterat: Prosokireanî și în germană Presekareny) este un sat în raionul Adâncata din regiunea Cernăuți (Ucraina), depinzând administrativ de comuna Suceveni. Are 351 locuitori, preponderent români.
Satul este situat la o altitudine de 365 metri, în partea de centru a raionului Adâncata, pe malul râului Siret.

## Istorie
Localitatea Prisăcăreni a făcut parte încă de la înființare din regiunea istorică Bucovina a Principatului Moldovei. În ianuarie 1775, ca urmare a atitudinii de neutralitate pe care a avut-o în timpul conflictului militar dintre Turcia și Rusia (1768-1774), Imperiul Habsburgic (Austria de astăzi) a primit o parte din teritoriul Moldovei, teritoriu cunoscut sub denumirea de Bucovina. După anexarea Bucovinei de către Imperiul Habsburgic în anul 1775, localitatea Prisăcăreni a făcut parte din Ducatul Bucovinei, guvernat de către austrieci, făcând parte din districtul Storojineț (în germană Storozynetz).  
După Unirea Bucovinei cu România la 28 noiembrie 1918, satul Prisăcăreni a făcut parte din componența României, în Plasa Flondoreni a județului Storojineț. Pe atunci, majoritatea populației era formată din români. 
Ca urmare a Pactului Ribbentrop-Molotov (1939), Bucovina de Nord a fost anexată de către URSS la 28 iunie 1940, reintrând în componența României în perioada 1941-1944. Apoi, Bucovina de Nord a fost reocupată de către URSS în anul 1944 și integrată în componența RSS Ucrainene. 
Începând din anul 1991, satul Prisăcăreni face parte din raionul Adâncata al regiunii Cernăuți din cadrul Ucrainei independente. La recensământul din 1989, numărul locuitorilor care s-au declarat români plus moldoveni era de 259 (257+2), reprezentând 73,79% din populația localității . În prezent, satul are 351 locuitori, preponderent români.

## Demografie
Componența lingvistică a localității Prisăcăreni
     Română (56,13%)
     Ucraineană (43,3%)
     Alte limbi (0,57%)
Conform recensământului din 2001, majoritatea populației localității Prisăcăreni era vorbitoare de română (56,13%), existând în minoritate și vorbitori de ucraineană (43,3%).
1930: 1.083 (recensământ)
1989: 351 (recensământ)
2007: 351 (estimare)

## Recensământul din 1930
Componența etnică a comunei Prisăcăreni (județul Storojineț)
     Români (87,9%)
     Evrei (2,3%)
     Ruteni (1,47%)
     Germani (4,61%)
     Polonezi (2,25%)
     Ruși (1,47%)
Componența confesională a comunei Prisăcăreni
     Ortodocși (89,1%)
     Romano-catolici (3,6%)
     Mozaici (2,67%)
     Greco-catolici (2,6%)
     Evanghelici\Luterani (2,03%)
Conform recensământului efectuat în 1930, populația comunei Prisăcăreni se ridica la 1.083 locuitori. Majoritatea locuitorilor erau români (87,90%), cu o minoritate de evrei (2,30%), una de ruteni (1,47%), una de polonezi (2,25%), una de ruși (1,47%) și una de germani (4,61%). Din punct de vedere confesional, majoritatea locuitorilor erau ortodocși (89,1%), dar existau și mozaici (2,67%), romano-catolici (3,60%), greco-catolici (2,60%) și evanghelici/luterani (2,03%).

## Personalități
- Teoctist Blajevici (1807-1879) - mitropolit al Bucovinei și Dalmației (1877-1879). Între anii 1832-1837, după absolvirea studiilor teologice, a lucrat ca preot-paroh în Parohiile Storojineț și Prisăcăreni.